# Trbovljei hőerőmű
A trbovljei hőerőmű (szlovénül: Termoelektrarna Trbovlje) egy lignittüzelésű hőerőmű volt a Száva folyó partján, a szlovéniai Trbovlje közelében. Az erőművet a Termoelektrarna Trbovlje d.o.o. üzemeltette.
Az eredeti erőművet 1915-ben építették. Az új erőmű 1964-1968-ban épült, és 1966-ban kezdte meg működését, és két blokkból állt. Az első egység egy 125 MW-os gőzüzemű blokk volt. A második egység egy 63 MW-os széngáz egység volt, amely két gázgenerátort tartalmazott. A létesítményt a szlovén elektromos rendszer tartalékegységeként használták.
Az erőmű 1976-ban épült Trbovlje-kéménye (Trboveljski dimnik) Európa legmagasabb füstgázkéményének számít, és jelenleg a világon a 6. legmagasabb ilyen építmény. A 360 méter magas kéményt 210 nap alatt öntötték ki, és építéséhez 11 866 köbméter betonra és 1079 tonna betonacélra volt szükség. A magas kéményre azért volt szükség, hogy a mély, szűk völgyből minden időjárási körülmény között biztosítsák a képződő füst és gázok megfelelő szellőzését.
2014 novemberében bejelentették, hogy az erőművet leállítják; az erőművet végül 2016-ban zárták be hivatalosan.

## Története

### Az első erőmű (1915)
1915. március 19-én, az első világháború második évében, Trbovljéban megnyitották az újonnan épített erőművet. Ezen a napon kezdte meg működését a Száva folyó mentén az új széntüzelésű hőerőmű, miután az első hőerőmű a trbovljei Vode településen nem megfelelő kapacitás, az elegendő víz hiánya, a lakott települések közelsége és egyéb körülmények miatt leállt. Ezen a napon egy 4000 kW teljesítményű generátorral ellátott turbina kezdte meg a villamosenergia-termelést. Az első, akkoriban nagy, de a mai viszonyokhoz képest kicsi, szénnel működő hőerőműben három dugattyús gőzgenerátorral termeltek. Ezt az áramot elsősorban különböző gépek és berendezések működtetésére szánták a trbovljei bánya, valamint a két szomszédos bánya, a Hrastnik és a Zagorje gyorsított korszerűsítésének részeként, amelyet a TPD bányák akkori tulajdonosa indított el. A Száva menti erőmű építési létesítményei a következők voltak: gépház, kazánház, helyiség a nagyfeszültségű berendezéseknek és a szénellátást biztosító berendezéseknek.

### Felújítás és bővítés (1938-39) - PE 1
Miután a nagy gazdasági világválság minden következményével együtt, még a trbovljei erőmű kapacitásbővítése és -növelése esetében is, lecsillapodott, és mind a széntermelés, mind a villamosenergia-fogyasztás normalizálódott, a bányák a hét minden napján normálisan működtek, és a TPD erőmű a trbovljei bányán keresztül 1934-ben és 1935-ben végre megkezdte a meglévő kapacitások rekonstrukcióját és azok növelését a trbovljei erőműben. Az előkészítő munkálatok után a fő munkálatokra 1937-ben és 1938-ban került sor, és 1939 novemberében fejeződtek be.
A kibővített és korszerűsített trbovljei erőmű 1939 elején kezdte meg működését, bár nem teljes kapacitással. Az eredmények gyorsan megmutatkoztak. A nagy beruházások hatásai különböző formában jelentkeztek, különösen a nagyobb villamosenergia-termelésben, a jelentősen nagyobb szénfogyasztásban, a Száva folyó tisztaságában, a több alkalmazottban, és az ország gyorsabb villamosításának lehetőségében. Addig ugyanis az erőművet kiszolgáló bányák sem nem voltak villamosítva.
A trbovljei erőműben azokban az években a következő nagy beruházások valósultak meg: új gőzkazán, új turbogenerátor, új kapcsolótelep, ülepítőmedence-sűrítő (más néven mamutberendezés), a Trbovlje–Podlog távvezeték kiépítése, a kranji KDE erőművek csatlakoztatása a trbovljei erőműhöz, fedett széntároló és egyéb kísérő berendezések, porszűrők, kémény, raktár, adminisztratív épületek kerültek kiépítésre.

### Építés és üzemeltetés (1964-1968) - PE 2
1964. május 31-én megkezdődött a Trbovlje 2 hőerőmű építése. 1964. május 31-én a hőerőmű mai helyén a Munkástanács elnöke, Ivan Kukovič ismertette az eddig elvégzett munkát és a bányászok, valamint Trbovlje, Zasavje, Szlovénia és az egész jugoszláv villamosenergia-hálózat számára fontos létesítmény építésének előkészületeit. Hangsúlyozta az építkezés szükségességét és indokoltságát, különös tekintettel a Zasavje körzetekben található nagy mennyiségű alacsony fűtőértékű szénkészletekre. A meglévő kapacitás azonban nem volt képes az összes rendelkezésre álló szenet elégetni és villamos energiává alakítani. A legerősebb érv egy új hőerőmű építése mellett a nagy széntartalékok voltak, különösen a Trbovlje körzetben lévők. Ellenkező esetben az összes szén a bányában maradt volna kitermeletlenül, ami nagy veszteséget jelentett volna a nemzetgazdaság számára. Ez a szén a következő 80 évre elegendő lett volna a hőerőmű szükségleteinek kielégítésére. 
Amikor az új erőmű elkészült és felavatták, röviddel a rendszeres működés megkezdése után komoly problémák léptek fel. Ezek különösen a kazán tűzterében a hamu eliszaposodásában, valamint a turbógenerátor túlzott rezgésében és excentrikusságában nyilvánultak meg. Az okok hosszas kivizsgálása után a hitelesített szakértők megállapították, hogy a Morava CHP erőművi berendezéseinek szállítói nem a Lengyelországba szállított szénszállítmányok mintája alapján méretezték a Trbovlje CHP-erőmű kazánját, és nem vették figyelembe a hamu eltérőolvadáspontját. Ennek következtében az erőmű a tervezett 125 MW helyett 105-110 MW terheléssel volt kénytelen működni, a kazánban lévő salakosságtól függően. A következmények különböző formában kezdtek megmutatkozni. A legtöbb panasz a Trbovlje és Hrastnik szénbányák ellen érkezett, a szén rosszabb minősége, valamint a sok nem éghető elem (kő, vas, agyag stb.) miatt. Az illetékes szakemberek közötti számos megbeszélés alapján a dolgok végül normalizálódtak, és nagyobb figyelmet fordítottak a szén minőségére a lerakó, a szállítás, a rostálás és a zúzás helyszínein.

### A korszerű erőmű és a bezárás (1968-2014)
1974-ben az 1., 2. és 3. blokkot leszerelték. 63 MW-os kombinált gáz-gőz erőművet építettek az amerikai Westinghouse Electric Company vállalattal együttműködésben. Ezt tartalékként szánták a villamosenergia-rendszer meghibásodásának esetére. Ugyanebben az évben megkezdődött egy új, 360 méter magas kémény építése. Az építkezést a zenicai Vatrostalna végezte a düsseldorfi Karren felügyelete alatt. 1976. június 1-jén üzemelték be az elkészült óriáskéményt.
Az üzemeltetés évei alatt a rendszeres nagyjavítások lehetővé tették a zavartalan villamosenergia-termelést. A berendezések magas kora ellenére az erőmű túlteljesítette az éves terveket, ami a helyi munkások képességeinek köszönhetően volt lehetséges.
1995-ben a lakoncai szénraktár megkezdte működését, és a Száva folyó mentén lévő régi raktárat felhagyták. 1998-ban népszavazást tartottak a CHP 3 megépítéséről. A többség ellenezte az építkezést, és 2000-ben elfogadták a Trbovlje-Hrastnik bánya fokozatos bezárásáról szóló törvényt. 2010-ben a trbovljei hőerőmű a Szlovén Erőművek Holding (Holding Slovenske elektrarne, HSE) részévé vált. 2010-ben egy új, 291 MW-os gázgőzüzemű blokk terveit dolgozták ki.
2014-ben a šoštanji hőerőmű TEŠ 6 blokkjának túl magas beruházási költsége miatt a HSE rossz pénzügyi helyzetbe került. Tárgyalásokat kezdtek Oleg Burlakov orosz üzletemberrel a TET 81%-os részesedésének eladásáról. Mivel az eladásról nem született döntés, a HSE rendes felszámolási eljárást indított. A 4-es blokkot 2014 szeptemberében végül leállították, és megkezdődött a bontás. A felszámolás alatt álló TET d.o.o. 2020 óta Holding Slovenije elektrarne-Energetska družba Trbovlje néven működik.
2020-ban Janja Garnbret és Domen Škofic világhírű szlovén profi sportmászók a 360 méteres kéményen létrehozott mesterséges mászóutat másztak meg a 360 Ascent című film kedvéért. A világ legmagasabb mesterséges mászóútvonalán a páros végül 12 óra alatt ért fel.

## Fordítás
- Ez a szócikk részben vagy egészben  a   Trbovlje Power Station című angol Wikipédia-szócikk ezen változatának fordításán alapul.  Az eredeti cikk szerkesztőit annak laptörténete sorolja fel. Ez a jelzés csupán a megfogalmazás eredetét és a szerzői jogokat jelzi, nem szolgál a cikkben szereplő információk forrásmegjelöléseként.